# Toritto
Toritto (Terìtte nel dialetto torittese, IPA: [ˈtəriːt̪tə]) è un comune italiano di 7 944 abitanti della città metropolitana di Bari in Puglia. Fa parte del Parco Nazionale dell'Alta Murgia e ha fatto parte della Comunità montana della Murgia Barese Sud-Est. Il comune è noto per la sua produzione di mandorle locali.

## Geografia fisica
Parte del territorio, esteso su una superficie di circa 75 km², sull'altopiano della Murgia si trova all'interno del parco nazionale dell'Alta Murgia, comprende terreni coltivabili (uliveti e mandorleti), i pascoli delle Regie difese e zone dove svernavano le greggi provenienti dall'Abruzzo; un tratturo passava a circa 7 km dal paese in direzione della frazione di Quasano.
Altre aree dell'altopiano sono invece costituiti da terreni calcarei sassosi e interessati da fenomeni carsici: vi si trovano la voragine del Pulicchio di Toritto e la grotta di San Martino.
Il clima mite e il terreno fertile permettono la coltura dell'ulivo, del mandorlo e della vite, che vengono per lo più destinati all'esportazione.

## Storia
Le origini del paese risalgono all'Alto Medioevo, forse intorno al IX secolo, sebbene i più antichi documenti che citano il nome  "Toritto" nella forma "Turitto" e "Turittii" sono il diploma di donazione del duca Ruggero Borsa del 1092 all'abate Guarino dei Benedettini del monastero di S. Lorenzo di Aversa e il Codice Diplomatico Barese (datato ottobre 1105). Nel 1171 un documento dell'arcidiocesi di Bari testimonia la presenza di una parrocchia. Una conferma proviene dagli studi di Francesco Magistrale su una pergamena apocrifa datata agosto 1075,  rinvenuta nell'archivio di S. Nicola, nella quale, si menziona il termine "Turectisi". Questo particolare suggerisce l'esistenza di un'identità collettiva già nota a una comunità urbana di maggior rilievo, che aveva rapporti con la città di Bari. Il 15 maggio 1092, si registra una significativa donazione da parte di Ruggero e della duchessa Adele, riguardante la chiesa di "Sancta Maria de Turitto cum hominibus, eorum possessionibus et pertinentis", insieme a tutti i suoi beni, che fu conferita al monastero di San Lorenzo dei benedettini di Aversa.
Il nome è di etimologia incerta: dalla radice di torus ("altura") o da tauretum ("collina"). Nel XIX secolo, lo storico Romanelli, basandosi sulle informazioni di Plinio, menzionava l'esistenza di una comunità chiamata Tutini nella sua Topografia del Regno di Napoli. Romanelli ipotizzava che la loro capitale fosse Tutum, ma non c'erano indicazioni precise in merito, così come accadeva per altri popoli descritti da lui. Pertanto, suggeriva la possibilità di correggere "Tutini" di Plinio in "Turini", supponendo che la capitale potesse essere stata Turum. Alcuni ipotizzano così che la Tutum di Plinio potrebbe corrispondere all'attuale Toritto, con il significato originario di "luogo rialzato e protetto". A supportare questa teoria ci sono importanti scoperte archeologiche nella località Legna, situata a circa 10 chilometri a sud-ovest di Toritto, vicino alla frazione di Quasano.
Ci fu una proposta che voleva unire il comune di Toritto con quello di Grumo Appula e Binetto formando un nuovo comune ma alla fine il progetto venne abbandonato.

### Simboli
Lo stemma cittadino fu creato nel 1818, quando venne richiesto lo stemma civico di ogni comune del Regno delle Due Sicilie: in riferimento alla leggenda dell'origine del nome, vi fu inserita l'immagine di un toro d'argento in campo azzurro, terrazzato di verde. Lo storico stemma venne riconosciuto con il decreto del capo del governo del 4 febbraio 1935 con l'aggiunta del capo del Littorio, ornamento obbligatorio durante il regime fascista. Dal 1957, eliminato il fascio littorio, è stata inserita una fascia d'argento caricata di tre stelle a sei punte di azzurro. Il gonfalone, concesso con regio decreto del 23 agosto 1934, è un drappo partito di bianco e di azzurro.

## Monumenti e luoghi d'interesse
Il paese si distende in una direzione nord-est - sud-ovest lungo la via principale, intitolata a Giuseppe Alberto Pugliese.
Vi si trovano due piazze, la "piazza vecchia" (piazza Vittorio Emanuele III), sulla quale si affaccia il medioevale "Palazzo marchesale" (o "Castello marchesale", attestato dal 1167), e la "piazza nuova" (piazza Roma, poi piazza Aldo Moro), alberata e con al centro una fontana dedicata ai caduti delle guerre mondiali.
Presso la "piazza vecchia" si erge la Torre dell'Orologio con una porticina sulla via di Santa Maria (oggi corso Umberto), sul cui frontale è scolpito in rilievo "1564".

### Architetture religiose
- Chiesa matrice di San Nicola, costruita nel 1410 e restaurata nel 2006. Dal 1986 ospita il "Centro parrocchiale-oratorio San Nicola", con gli uffici parrocchiali, sale ed aule e campi sportivi.
- Chiesa della Madonna delle Grazie, in piazza Aldo Moro, risalente al 1789 e dedicata alla compatrona. Sul frontone reca la scritta: "Proteggerò questa città e la salverò proprio io".
- Chiesa della Madonna della Stella, anteriore al 1092. Nel 1560 fu acquistata dal duca di Toritto; riedificata nel 1619 è ancora oggi di proprietà privata degli eredi della famiglia ducale e, dal 1774, sede della confraternita di San Rocco, compatrono del paese.
- Chiesa di San Giuseppe terminata nel 1927 nell'ortale Caravita sull'attuale via G.A. Pugliese. I locali sottostanti della chiesa sono ancora oggi sede dell'associazione culturale Il Piccolo Teatro San Giuseppe fondata nel 1975. La chiesa è stata edificata in seguito all'abbattimento nel 1921 della chiesetta del Purgatorio del duca Della Tolfa, di cui oggi resta solo una nicchia con la statua del santo su via Cimitero (oggi via Don Pierino Dattoli).
- Chiesa della Madonna del Carmine, terminata nel 1908.
- Chiesa della Resurrezione, presso il cimitero comunale.
- Chiesa di San Vincenzo, all'interno della casa della carità San Vincenzo de Paoli.
- Chiesetta all'interno dell'Istituto San Giuseppe.
- Chiesetta all'interno dell'ospedale Pugliese.
- Santuario Maria S.S. degli Angeli di Quasano del 1880.
- Chiesetta Maria S.S. degli Angeli di Quasano.
- Torre degli Spiriti[10]

## Società

### Evoluzione demografica
Abitanti censiti

### Etnie e minoranze straniere
Gli stranieri residenti nel comune sono 240. Di seguito sono riportati i gruppi più consistenti:
- Albania, 84
- Romania, 59

## Cultura

### Cinema
A Toritto è stato girato nel 2000 il film Tutto l'amore che c'è, diretto da Sergio Rubini, con l'attore barese Michele Venitucci e con Teresa Saponangelo e Margherita Buy: ambientato nella Puglia degli anni settanta, la pellicola descrive come l'arrivo di tre ragazze milanesi sconvolga la quiete del paese alterando le abitudini dei ragazzi del posto.

### Eventi
- Pasqua: riti della Settimana Santa e "processione dei Misteri".
- Terza domenica di giugno: festa di Santa Maria degli Angeli di Quasano, con processione da Toritto verso Quasano di carri addobbati che trasportano le panelle, pani che verranno benedetti e distribuiti ai devoti.
- Prima domenica di settembre: festa patronale in onore della Madonna delle Grazie e di san Rocco, istituita nel 1724 dopo la fine di un'epidemia di tifo e "mal di canna". Sfila in processione un "carro trionfale", alto dodici metri e tirato a braccia da una carovana di dodici tiratori con la statua della Madonna; viene inoltre portata a spalle la statua di San Rocco interamente in argento.

Antivigilia di Natale (notte tra il 23 e 24 dicembre) "La notte dei Fornai", una tradizione di questua con squadre di suonatori e cantanti che girando per la città al suono di fisarmoniche e chitarre, portano di casa in casa il suono della Pastorale e della Tarantella Torittese.

### Istruzione
- Asilo nido: 1
- Scuole dell'infanzia: 3
- Scuole primarie: 2
- Scuole secondarie di I grado: 1

## Economia
Centro di tradizione agricola in particolare per la produzione di mandorle (Toritto ha la più alta produzione in Italia in rapporto agli abitanti). La Mandorla di Toritto è presidio Slow Food.
A questa coltura si affiancano oliveti e vigne.

## Infrastrutture e trasporti

### Strade
- SS96 che collega la Basilicata con Bari;
- SP 1, unisce Toritto e Grumo Appula;
- SP 72, collega Toritto con la sua frazione, Quasano.

### Ferrovie
La città dispone di un impianto ferroviario:
- Stazione di Toritto gestita dalle Ferrovie Appulo Lucane (Bari - Altamura - Matera), che collega Bari a Matera passando da Altamura, Modugno, Palo del Colle, Binetto e Grumo Appula

### Autobus
Il comune dispone di autobus gestiti dalla FAL e anche della linea Bitonto - Toritto della STP Bari.

## Geografia antropica

### Frazioni
L'unica frazione di Toritto è Quasano, una località di villeggiatura situata nell'altopiano delle Murge (a 380 m s.l.m.), a circa 11 km dal capoluogo comunale, popolata maggiormente nella stagione estiva. Vi si trovano una cappella dedicata alla Madonna degli Angeli, edificata prima del 1710 e l'omonima chiesa, costruita a partire dal 1872 e recentemente restaurata. È un borgo che lambisce l'area naturale protetta dal Parco Nazionale dell'Alta Murgia, meta di escursionisti e amanti della natura. Le aree naturali prospicienti la borgata di Quasano hanno il livello di protezione e conservazione maggiore rispetto alla classificazione adottata nella cartografia dall'Ente Parco proprio in virtù del pregio ambientale di cui si caratterizzano.

## Amministrazione
Di seguito è presentata una tabella relativa alle amministrazioni che si sono succedute in questo comune.
| Periodo         | Periodo         | Primo cittadino      | Partito                                | Carica                    | Note   |
| --------------- | --------------- | -------------------- | -------------------------------------- | ------------------------- | ------ |
| 6 luglio 1985   | 8 giugno 1990   | Pietro Pio Gagliardi | Democrazia Cristiana                   | Sindaco                   | [ 15 ] |
| 8 giugno 1990   | 24 aprile 1995  | Pietro Pio Gagliardi | Democrazia Cristiana                   | Sindaco                   | [ 15 ] |
| 24 aprile 1995  | 14 giugno 1999  | Rocco Luisi          | lista civica                           | Sindaco                   | [ 15 ] |
| 14 giugno 1999  | 14 giugno 2004  | Nicola Tarullo       | centro-sinistra                        | Sindaco                   | [ 15 ] |
| 14 giugno 2004  | 8 giugno 2009   | Michele Geronimo     | "Uniti nell'ulivo"                     | Sindaco                   | [ 15 ] |
| 8 giugno 2009   | 27 maggio 2014  | Michele Geronimo     | lista civica                           | Sindaco                   | [ 15 ] |
| 27 maggio 2014  | 16 gennaio 2018 | Giambattista Fasano  | lista civica "Toritto rinasce"         | Sindaco                   | [ 15 ] |
| 16 gennaio 2018 | 10 giugno 2018  | Nicola Covella       | -                                      | Commissario straordinario | [ 15 ] |
| 10 giugno 2018  | 15 maggio 2023  | Pasquale Regina      | lista civica "Cambiamenti per Toritto" | Sindaco                   | [ 15 ] |
| 15 maggio 2023  | in carica       | Dionisio Rotunno     | lista civica "ViviAmo Toritto"         | Sindaco                   | [ 15 ] |

### Gemellaggi
- Alfonsine (RA), dal 2013
- Spello (PG), dal 2013

## Sport

### Calcio
Ha sede nel comune la società di calcio ASD Toritto, che ha disputato campionati dilettantistici regionali ed è attiva a livello giovanile. Invece, la Old Bull Toritto disputa tornei a livello amatoriale. Dalla stagione 2022-23 è attiva la ASD La Torittese (dopo aver acquisito il titolo sportivo della ASD Città di Palo) che ha disputato il campionato di Seconda Categoria Puglia e dalla stagione seguente è attiva a livello giovanile.

### Pallacanestro
Per quanto riguarda la pallacanestro, la AGSD Toritto disputa campionati sia a livello dilettantistico che giovanile. Nella stagione 2024-25 compete nel campionato di Divisione Regionale 2, dopo aver partecipato alla finale play-off del torneo di Divisione Regionale 3 nella stagione precedente.

### Altri sport
Altre società sportive presenti sono:
- la società di ciclismo ASD Magna Rota;
- la società di softair ASD Kokoskyzovan Team.

### Impianti sportivi
I principali impianti sportivi sono:
- campo sportivo "M. Morgese", in erba sintetica;
- Palazzetto dello Sport.